# Xauxa-Pachacamac

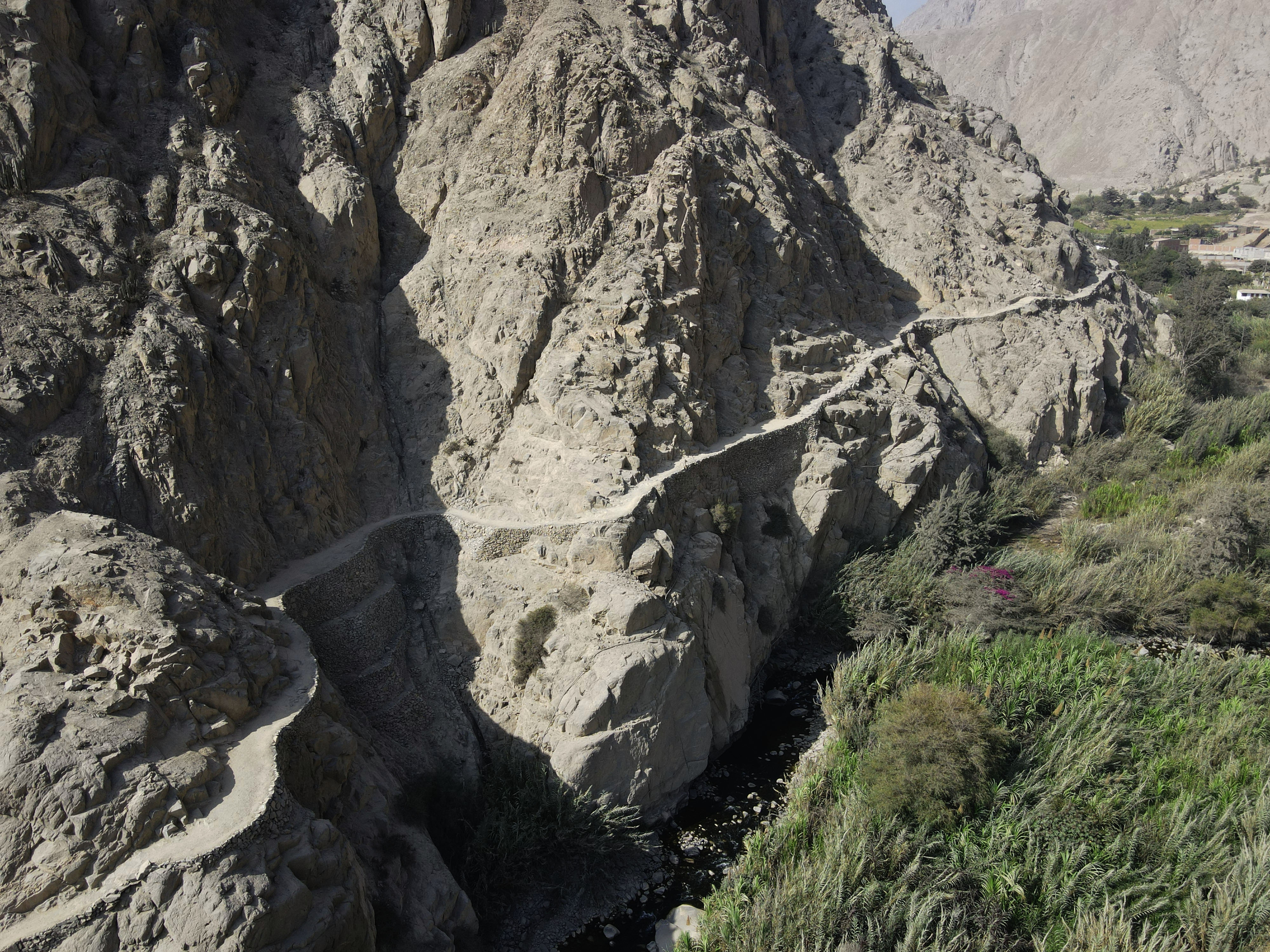
Camino en la parte de Nieve Nieve.

El tramo Xauxa – Pachacamac es parte del camino inca que se encuentra en el departamento de Lima y Junín en Perú. Atraviesa las provincias de Lima, Huarochirí y Yauyos en el departamento de Lima; y Jauja en Junín.
Une dos importantes sitios arqueológicos del centro del Perú: Pachacamac, que cumple como centro ceremonial, y Hatun Xauxa, un centro administrativo en Junín.
El tramo cruza las localidad de Jauja, Huarochirí, Antioquía, Cieneguilla y Lurín. Recorre 223 kilómetros de las cuencas de los ríos Lurín, Mala, Cañete y Mantaro. Atraviesa diversos pisos ecológicos y paisajes alcanzado altitudes de hasta 4800 metros sobre el nivel del mar, cercano al nevado Pariacaca. Atraviesa la Reserva paisajística Nor Yauyos-Cochas. Se han registrado más de 120 sitios arqueológicos,
 en el que se puede apreciar construcciones como tambos y qollqas.
Los segmentos Cochahuyaco-Chamana, Ipas Grande, Quebrada Escalera, Portachuelo-Piticocha, Chiclla-Huarochirí, Cochahuayco-Chamana, Canturilla-Nieve Nieve, Chontay y la subsección Portachuelo-Piticocha; los sitios arqueológicos de Taquire , Apacheta de Portachuelo, Cuchimachay, Tambo Real, Piticocha, Pircapirca, Nieve Nieve, Molle, Huaycán de Cieneguilla, complejo arqueológico Santa Rosa-Anchucaya-Antivales y Pachacamac como parte del tramo Xauxa-Pachacamac fue incorporado a los sitios Patrimonio Mundial como parte del Sistema Vial Andino, Qhapaq Ñan.